# 沃姆斯 (內布拉斯加州)
沃姆斯（英語：Worms）是位於美國內布拉斯加州梅里克縣的非建制地區。

## 歷史
沃姆斯的郵局於1897年設立，其後於1902年停運。

## 地理
沃姆斯所處的海拔為高於海平面549米（即1801英呎），而該地所採用的時區為UTC-6，即北美中部时区（CST）。同時該地設有夏令時間，為UTC-6調快一小時，即UTC-5（CDT）。